# Tram van Brno
De tram van Brno vormt de ruggengraat van het openbaar vervoer van de Tsjechische stad Brno. Het normaalsporige net met een lengte van 121,3 kilometer wordt door Dopravní podnik města Brna (DPMB) geëxploiteerd. Vervoer ging in 1869 met paardentrams van start; de eerste elektrische trams reden in 1900. Vanaf eind jaren 1950 werd een groot deel van het materieelpark vernieuwd met vierassers, wat tot dan toe uit tweeassers bestond.

## Netwerk
Het totale netwerk bestaat uit (in 2023) 12 tramlijnen. Daarvan zijn er 11 regulier, te weten 1-10 en 12. Daarnaast is er museumlijn H4. Naar zes eindpunten is sneltraminfrastructuur aangelegd.

## Materieel
In Brno is het gebruikelijk om voor elk nieuw tramtype de naam van de fabrikant te gebruiken. Het overzicht is van 2022.

### Huidig
- T3 Van 1968 tot 1989 werden van Tatra trams van dit type geleverd. Hier zijn er nog 46 van in dienst. Deze vierassers rijden meestal gekoppeld.
- K2 Van 1973 tot 1977 werden van Tatra trams zesassers van dit type geleverd. Hier zijn er nog 2 van in dienst.
- KT8D5 Van 1986 tot 1999 werden van Tatra trams achtassers van dit type geleverd. Hier zijn er nog 32 van in dienst.
- T6 In 1996 werden van Tatra trams vierassers van dit type geleverd. Ook zijn van Praag tweedehands exemplaren overgenomen. Hier zijn er nog 48 van in dienst.
- 03T Van 2002 tot 2006 werden van Škoda vierassers van dit type geleverd. Van deze gelede lagevloertrams zijn er nog 17 in dienst.
- K3R-N Van 2004 tot 2006 werden Tatra K2 trams verlengd tot achtassers. Van deze gelede trams zijn er nog 4 in dienst.
- VarioLF Van 2006 tot 2018 werden Tatra T3 trams volledig verbouwd tot dit type. Van deze vierassers zijn er nog 32 in dienst.
- 13T Van 2007 tot 2016 werden van Škoda zesassers van dit type geleverd. Van deze gelede lagevloertrams zijn er nog 49 in dienst.
- VarioLF2 Van 2008 tot 2018 werden Tatra K2 trams volledig verbouwd tot dit type. Van deze zesassers zijn er nog 32 in dienst.
- EVO2 Van 2020 tot 2023 werden van TW Team Alliance zesassers van dit type geleverd. Van deze gelede lagevloertrams zijn er nog 26 in dienst.
- 45T Vanaf eind 2022 worden van Škoda 35 achtassers van dit type geleverd. Van deze gelede lagevloertrams zijn er 5 in dienst.[1] Er is naast de 35 bestelde trams een optie voor nog 5 extra exemplaren.